# Litzenbach
Der Litzenbach entspringt im nördlichen Hohen Fläming zwischen den Dörfern Steinberg und Buckau in der Gemeinde Buckautal. Er entwässert nach Norden zum Strepenbach und über diesen zur Buckau und schließlich zur Havel. Es ist der einzige Nebenfluss des Strepenbachs und läuft diesem von links zu.

## Verlauf
Das über sechseinhalb Kilometer lange, weitgehend naturbelassene Flämingfließ entspringt am nördlichen Hang des Hohen Flämings östlich des Petzer Berges. Von dort fließt der Bach zunächst in nordwestlicher Richtung durch ein mooriges Feuchtgebiet. Westlich von Steinberg unterquert der Litzenbach die Bundesautobahn 2 und schwenkt nach Norden beziehungsweise Nordosten um. Auf dem Weg nimmt der Litzenbach das Wasser einiger Gräben beziehungsweise Fließe auf. Etwa einen Kilometer vor seiner Mündung gibt es einen kleinen Verbindungsgraben direkt zur Buckau. Nordwestlich von Glienecke mündet der Litzenbach etwa dreißig Meter vor der Buckau in den deutlich kleineren und kürzeren Strepenbach ein.

## Schutzgebiete
Im Verlauf durchfließt der Riembach eine Vielzahl von Schutzgebieten. Das Gebiet südlich der Bundesautobahn 2 liegt beispielsweise im Naturpark Hoher Fläming und im Landschaftsschutzgebiet Hoher Fläming – Belziger Landschaftswiesen. Daneben ist der Bach im FFH-Gebiet Buckau und Nebenfließe ausgewiesen. Nordwestlich Steinbergs befindet sich ein Geschützter Landschaftsbestandteil, die Lehmkuten Bücknitz. Einige Bereiche des Bachs sind als Geschützte Biotope deklariert.